# Beta (nyckeltal)
Beta är ett nyckeltal för att göra teknisk analys av aktier. Beta-talet för ett visst företag beskriver hur mycket aktien rör sig i förhållande till ett givet aktieindex. Beta uttrycks som ett decimaltal. Om beta-talet är mindre än 1 så rör sig aktien mindre än aktieindexet. Om det är större än 1 så rör sig aktien mer än det givna indexet. Om beta-talet är lika med 1 så rör sig därför aktien lika mycket som index.
Beta-talet baseras på ett index, en aktie och en tidsperiod.